# Nachi
Il Nachi (那智?) è stato un incrociatore pesante della Marina imperiale giapponese, appartenente alla classe Myoko e così chiamato in onore di una montagna presente nella vecchia provincia di Kii (Honshū). Fu varato nel giugno 1927 dal cantiere navale di Kure.
Con gli altri incrociatori della classe formò dapprima la 4ª, poi la 5ª Divisione, operando nelle acque nazionali e cinesi nel corso degli anni trenta. Nel dicembre 1941 operò a sostegno dell'invasione delle Filippine, possedimento statunitense, e tra il gennaio e il febbraio 1942 supportò la rapida occupazione delle Molucche; infine ebbe una parte importante nella battaglia del Mare di Giava (27 febbraio) e nella caccia successiva alle unità alleate sopravvissute. Fu trasferito poco dopo alla 5ª Flotta in qualità di nave ammiraglia e fu presente alla battaglia delle Midway (4-6 giugno), dopo la quale rimase nelle acque settentrionali del Giappone con compiti di scorta e guardia dei porti militari. Partecipò alla lunga ma grama battaglia delle isole Komandorski a fine marzo 1943, durante la quale fu danneggiato, quindi spese il resto dell'anno e la prima metà del 1944 tra le basi di Ominato, Paramushiro e Sasebo, ricevendo potenziamenti e modifiche. In estate fu spostato a Kure e da qui, a metà ottobre, vicino a Formosa, dove il comandante della 5ª Flotta Kiyohide Shima apprese di essere stato assegnato all'ultimo momento alla complessa operazione Shō-Gō 1, rivolta a distruggere le flotte anfibie statunitensi ancorate dinanzi all'isola di Leyte. La formazione partecipò alla seconda, breve fase della battaglia dello Stretto di Surigao (24-25 ottobre), durante la quale il Nachi addivenne a una collisione di prua con l'incrociatore pesante Mogami severamente danneggiato. Rifugiatosi a Cavite, fu rimesso in efficienza entro l'inizio di novembre, ma il 5 del mese fu letteralmente distrutto nel corso di alcune incursioni portate dai velivoli imbarcati della Terza Flotta statunitense: affondò nel primo pomeriggio con grandi perdite di vite umane.

## Caratteristiche
L'incrociatore pesante Nachi era uno dei quattro componenti la classe Myoko. Presentava una lunghezza fuori tutto di 203,76 metri, una larghezza massima di 17,34 metri e un pescaggio medio di 5,90 metri; il dislocamento standard era pari a 10 160 tonnellate (un poco superiore al limite imposto dal trattato navale di Washington del 1922) e quello a pieno carico a 13 120 tonnellate invece delle 11 663 tonnellate di progetto.
Rispetto alla precedente classe Aoba l'armamento era stato incrementato nettamente. In cinque torri binate, tre a prua con quella mediana sopraelevata e due a poppa sovrapposte, erano stati distribuiti dieci cannoni Type 3 numero 1 da 200 mm lunghi 50 calibri (L/50). Inoltre, nonostante alcune polemiche da parte della squadra tecnica, lo stato maggiore generale impose l'installazione in ogni murata di sei tubi lanciasiluri fissi da 610 mm. Poiché la minaccia aerea al naviglio militare era ancora poco riconosciuta, erano disponibili solo sei cannoni Type 10 da 120 mm L/45; erano coadiuvati da due mitragliatrici Lewis da 7,7 mm. La corazzatura fu più curata rispetto agli Aoba: alla cintura era spessa 100 mm e si estendeva per circa 123 metri; le barbette erano state rivestite con un guscio spesso 75 mm; il primo ponte era dotato di acciaio spesso 35 mm e quello superiore era formato da due strati di corazza distanziati. Sotto la linea di galleggiamento furono fissate delle controcarene che, combinate a un sistema interno di paratie stagne longitudinali, costituivano la protezione contro siluri e detonazioni subacquee. Le torri erano protette da piastre spesse 25 mm.
Il sistema di propulsione contava dodici caldaie Kanpon che alimentavano quattro turbine a ingranaggi a vapore, a ciascuna delle quali era vincolato un albero motore con elica. Era erogata una potenza totale di 130 000 shp e la velocità massima di toccava i 35,5 nodi; l'autonomia era pari a 8 000 miglia (circa 14 800 chilometri) alla velocità di crociera di 14 nodi. La scorta di carburante ammontava a 2 470 tonnellate di olio combustibile. L'incrociatore era manovrato da un equipaggio di 773 tra ufficiali e marinai e disponeva di una catapulta a poppavia, rivolta al lancio dei due idrovolanti Nakajima E2N di bordo poi ricuperabili mediante un argano.
Il Nachi fu modificato più volte assieme alle unità sorelle. Tra il 1931 e il 1934 scambiò i pezzi principali con la versione aggiornata a 203 mm. Tra il novembre 1934 e il 1936 i lanciasiluri fissi furono completamente rimpiazzati con due complessi quadrinati brandeggiabili, sul tetto della nuova sala furono inchiavardate due catapulte di modello recente (gli idrovolanti erano ora quattro Nakajima E8N) e i pezzi Type 10 furono sostituiti da quattro torri binate con cannoni Type 89 da 127 mm L/40; furono anche rafforzata e allargata la controcarena, riorganizzata la distribuzione dei proiettori di nuovo tipo e aggiunti due impianti quadrinati di mitragliatrici pesanti Type 93 da 13,2 mm. Gli ultimi interventi furono rivolti a rafforzare lo scafo e gli alberi tripodi di prua e poppa. Tra il 1939 e l'inizio del 1941 furono implementati una catapulta ancora più capace e moderni sistemi per il controllo del tiro; furono poi aggiunti altri due impianti quadrinati di lanciasiluri atti a utilizzare gli ordigni Type 93 da 610 mm, le caldaie vennero ritubate e la controcarena antisiluro fu nuovamente allargata (con effetti positivi su stabilità e pescaggio). Furono invece rimossi gli affusti quadrinati e le Lewis in favore di quattro installazioni binate di cannoni contraerei Type 96 da 25 mm L/60 e di due altre su mitragliatrici Type 93. L'aumento di dislocamento (13 000 tonnellate a vuoto, 14 743 a pieno carico) significò la riduzione dell'autonomia a 7 463 miglia a 14 nodi e della scorta di olio combustibile a 2 214 tonnellate, mentre l'equipaggio salì a 970 uomini.

## Impiego operativo

### Varo e 1930-1940

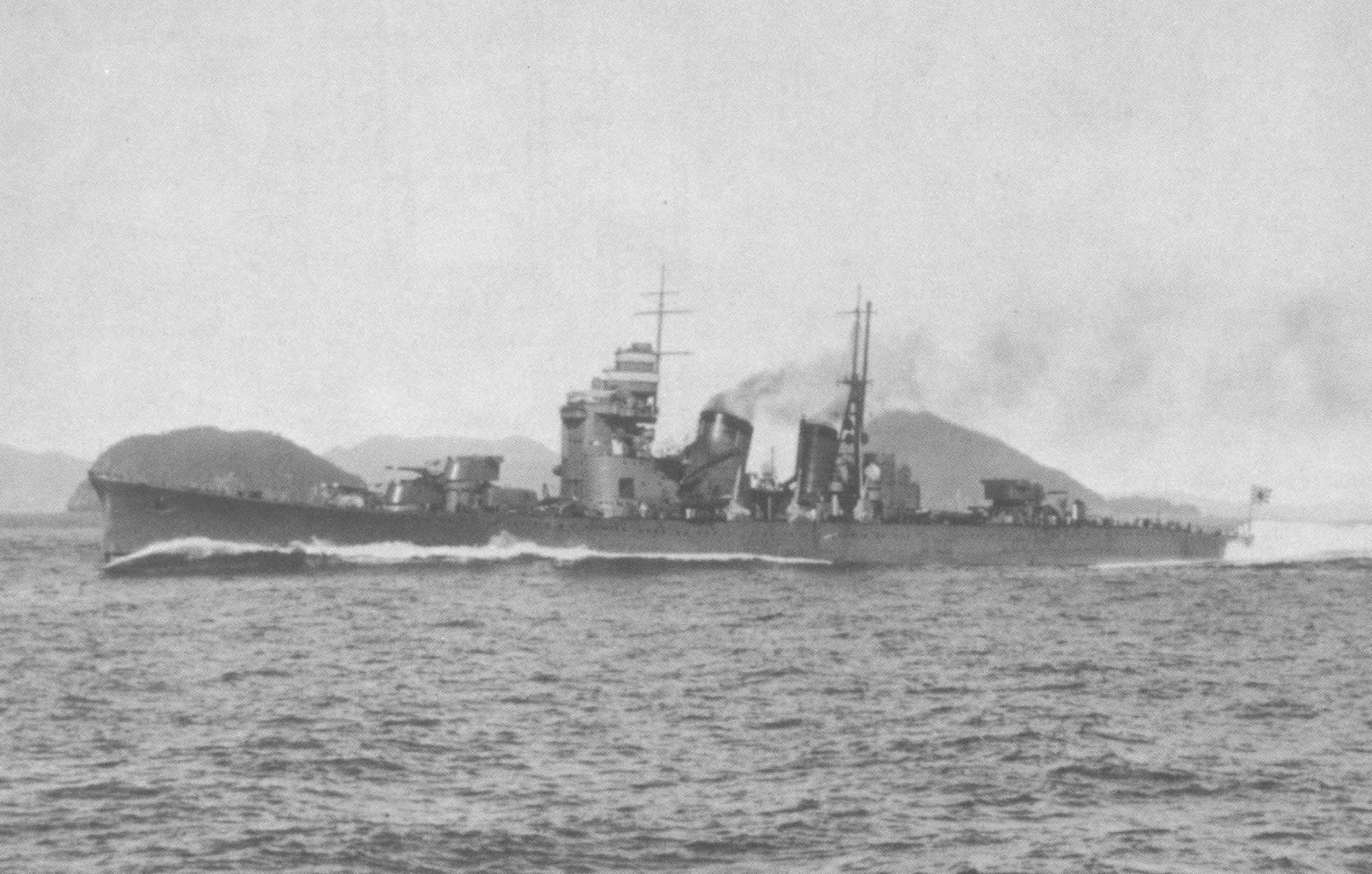
Il Nachi appena entrato in servizio

L'incrociatore pesante Nachi fu ordinato nell'anno fiscale edito nel 1923. La sua chiglia fu impostata nel cantiere navale di Kure il 26 novembre 1924 e il varo avvenne il 15 giugno 1927; fu completato il 26 novembre 1928. Il comando fu affidato già il 10 settembre 1928 al capitano di vascello Yoshiyuki Niiyama, che supervisionò gli ultimi ritocchi all'unità. A fine maggio 1929 l'imperatore Hirohito completò l'ispezione dell'incrociatore nel quadro di una serie di visite agli stabilimenti cantieristici per incoraggiare la produzione nazionale. Dopo un anno di comando di un ufficiale sconosciuto, il capitano di vascello Noboru Hirata fu nominato comandante il 1º dicembre 1930; il 15 novembre 1934 fu sostituito dal capitano di vascello Teruhisa Komatsu e questi fu a sua volta rimpiazzato dal pari grado Michitarō Totsuka il 2 dicembre 1935. Il Nachi formò con il resto della classe la 4ª Divisione incrociatori (2ª Flotta), dal cui organico fu però rimosso in favore della classe Takao; dal maggio al settembre 1933 entrò nella 5ª Divisione incrociatori, con la quale partecipò alle esercitazioni annuali. La divisione fu nuovamente sciolta e il Nachi servì tra gli Squadroni di guardia di Kure e Sasebo, sino al biennio 1934-1936 quando fu sottoposto all'ammodernamento più radicale. Nell'autunno 1936 i quattro incrociatori riformarono la 5ª Divisione, impegnata nelle acque del Giappone e della Cina. Il 20 agosto 1937, all'inizio della seconda guerra sino-giapponese, salpò da Atsuta (Nagoya) con gli incrociatori Myoko, Ashigara, Haguro, Maya, Jintsu e otto cacciatorpediniere: a bordo portava i quartier generali della 3ª Divisione, del 6º Reggimento e la 1º Compagnia di quest'ultimo reparto; il giorno successivo tutti furono trasferiti sui cacciatorpediniere per lo sbarco sulle coste cinesi. Nei successivi tre anni l'attività bellica del Nachi non è nota; si sa solo che cambiò altri due comandanti, i capitani di vascello Ryozō Fukuda (16 novembre 1937- ?) e Sukeyoshi Yatsushirō (? -15 novembre 1939), il quale ultimo fu rimpiazzato dal pari grado Tamotsu Takama un anno esatto più tardi. Il 26 novembre 1940 il Nachi salpò da Sasebo, dove si era fermato per due giorni, alla volta della base militare di Mako, nelle Pescadores.

### 1941-1942
Ulteriori attività del Nachi non sono conosciute per quasi tutto il 1941, eccettuato il passaggio agli ordini del capitano di vascello Takahiko Kiyota (20 agosto). Il 2 dicembre si trovava alle isole Palau con il resto della 5ª Divisione incrociatori tranne lo Ashigara, guidata dal contrammiraglio Takeo Takagi e compresa nella 3ª Flotta del viceammiraglio Ibō Takahashi, quando ricevette segnale in codice di prepararsi alle ostilità contro le potenze occidentali e all'attacco già pianificato alle Filippine. Il 6 dicembre tutte le navi partirono: la 5ª Divisione fu demandata alla copertura della squadra del contrammiraglio Kyūji Kubo, formata dalle navi portaidrovolanti Chitose e Mizuho con due incrociatori leggeri e cinque cacciatorpediniere, che eseguì con facilità lo sbarco a Legaspi l'11 dicembre; il 15 i quattro incrociatori passarono nella formazione del contrammiraglio Raizō Tanaka, inviato da Takahashi a Mindanao: il 19 e il 20 dicembre si svolse senza difficoltà la conquista del porto di Davao, quindi il 24 il Nachi con le unità sorelle appoggiò lo sbarco sull'isola di Jolo. Rientrati alle Palau, il 31 si spostarono a Davao e qui, il 4 gennaio 1942, furono oggetto di un attacco condotto da una manciata di bombardieri quadrimotori Boeing B-17 Flying Fortress, che però danneggiarono leggermente solo il Myoko. Il 9 gennaio il Nachi e lo Haguro furono messi in stato d'allerta, pronti a salpare per recare soccorso alle operazioni anfibie su Celebes se necessario; esse si svolsero tuttavia incontrastati. Il 29 gennaio i due incrociatori si posizionarono a un ancoraggio di Celebes, da dove fornirono protezione all'invasione dell'isola di Amboina (30-31 gennaio), poi il 5 si spostarono alla baia Staring e vigilarono sull'occupazione di Makassar, che il 10 si concluse; infine tra il 17 e il 20 formarono lo schermo difensivo agli sbarchi di Dili e Koepang, su Timor. Il 24 il Nachi e lo Haguro lasciarono Celebes e fecero rotta su Giava con il resto della 3ª Flotta: assieme agli incrociatori leggeri Jintsu e Naka e a quattordici cacciatorpediniere formavano la scorta avanzata a un convoglio di oltre quaranta trasporti truppe e cargo per l'invasione dell'isola. Nel pomeriggio del 27 febbraio questa squadra si scontrò con la flotta ABDACOM in un prolungato combattimento nel Mare di Giava; lo scontro fu aperto alle 16:15 dalle salve dei pezzi da 203 mm del Nachi e dello Haguro, che rischiarono di essere distrutti verso sera mentre riprendevano a bordo gli idrovolanti lanciati prima del combattimento. Dopo un lungo e vano scambio di cannonate, alle 23:22 il Nachi e l'altro incrociatore lanciarono uno sciame di siluri che tra le 23:36 e le 23:40 colpirono gli incrociatori leggeri olandesi Hr. Ms. De Ruyter (ammiraglia alleata) e Hr. Ms. Java: entrambi saltarono in aria e affondarono rapidamente.

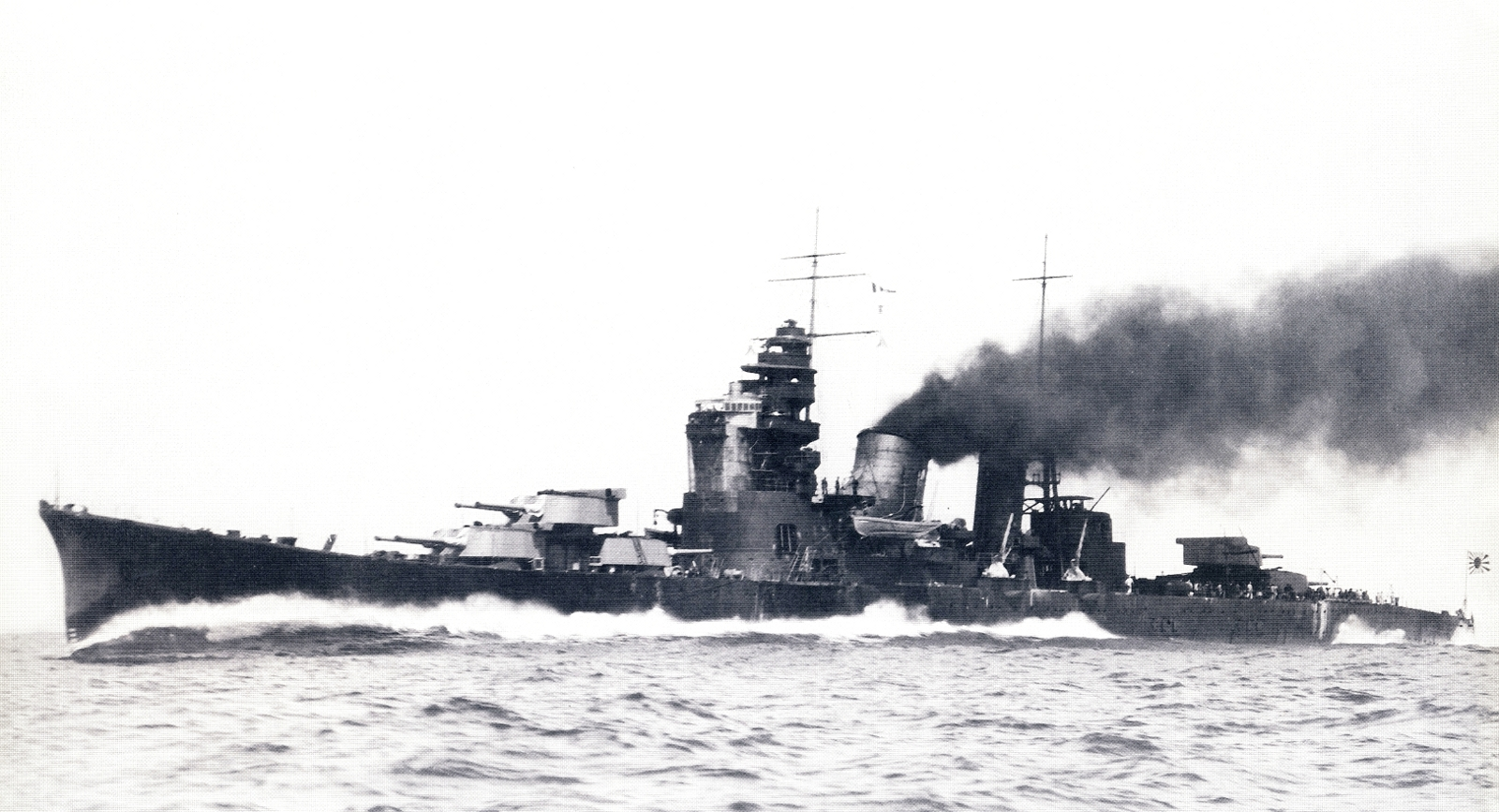
Il Nachi naviga a tutta forza nel corso della battaglia al largo di Giava

Il 1º marzo i due incrociatori, seguiti dai cacciatorpediniere Yamakaze e Kawakaze, furono coinvolti con altre unità nella breve seconda battaglia del Mare di Giava e affondarono l'avariato incrociatore pesante HMS Exeter e due cacciatorpediniere (uno britannico, l'altro statunitense). Tra il 3 e il 13 marzo la 5ª Divisione incrociatori, sempre senza lo Ashigara, pendolò tra Kendari e Makassar, quindi salpò per il Giappone: il Nachi fu distaccato a Sasebo, dove dal 17 marzo iniziò la conversione a nave ammiraglia per operare nel teatro settentrionale del fronte del Pacifico. Il 7 aprile i lavori furono conclusi e tra l'11 e il 15 si fermò in una baia di Hokkaidō. Spostatosi a Muroran, salpò il 18 con il cacciatorpediniere Hokaze e il 25 fece tappa a Yokosuka, dove quattro giorni dopo ricevette la notizia dell'avvenuto passaggio al ruolo di ammiraglia della 5ª Flotta (viceammiraglio Boshirō Hosogaya). Il 3 maggio raggiunse dunque Hokkaido ma il 6 dovette uscire in mare con l'incrociatore leggero Tama per rimorchiare la danneggiata petroliera Shiriya. Il 15 maggio gettò le àncore nella base militare di Ominato e fu sottoposto a raddobbo. Il 26 maggio partì con tutta la 5ª Flotta (portaerei leggere Junyo, Ryujo, incrociatori pesanti Maya, Takao, leggeri Abukuma, Kiso, Tama, dieci cacciatorpediniere e tre trasporti), incaricata dall'ammiraglio Isoroku Yamamoto di effettuare diversioni nelle isole Aleutine e facilitare così l'occupazione dell'atollo di Midway, prodromo a una battaglia finale con le portaerei statunitensi superstiti. Le operazioni nelle acque dell'Alaska riuscirono senza difficoltà tra il 3 e il 10 giugno, al contrario dell'attacco a Midway, terminato con una secca disfatta il 4-6 giugno. Il 23 giugno il Nachi rientrò a Ominato dove attese la formazione di un ben difeso convoglio per l'isola di Kiska appena occupata: il gruppo salpò il 28 giugno e il Nachi, lo Haguro, il Myoko e un folto squadrone di cacciatorpediniere vigilarono a distanza per impedire eventuali interventi statunitensi. La missione fu completata senza problemi e il 14 luglio il Nachi si fermò a Yokosuka per una revisione generale: quel giorno fu inoltre trasferito con funzioni di ammiraglia alla 21ª Divisione incrociatori, già composta dal Tama e dal Kiso. Dopo una settimana circa in bacino, tra la fine di luglio e l'inizio di settembre eseguì un paio di viaggi tra Paramushiro e Ominato. Il 18 settembre si riunì qui con il Kiso e lo Abukuma e il 30 uscì precipitosamente in mare sulla scorta di informazioni circa una squadra americana in avvicinamento, poi rivelatisi errate. Tra il 22 ottobre e il 6 novembre effettuò un altro viaggio a Paramushir e ritorno e, una volta in porto, il 16 novembre passò agli ordini del capitano di vascello Sone Akira, poiché il capitano Kiyota era divenuto contrammiraglio ed era stato riassegnato alla testa della 14ª Divisione incrociatori. Il Nachi riprese dunque le sue crociere tra Ominato e Paramushiro, che durarono sino agli ultimi giorni del gennaio 1943.

### 1943

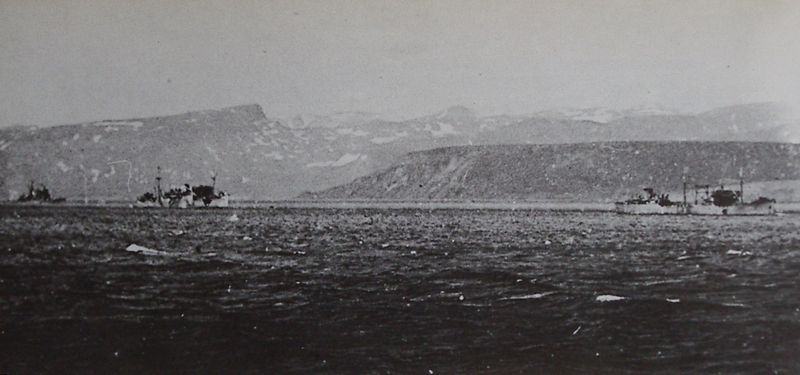
Unità della 5ª Flotta nipponica all'àncora: il Nachi è in secondo piano a sinistra

Il 29 gennaio 1943 il Nachi salpò da Ominato e si fermò il 1º febbraio a Yokosuka, poi il 5 a Sasebo, dove fu sottoposto a raddobbo. Rimesso a nuovo, prese il mare il 27 e il 4 marzo ritornò a Paramushir, dove fece rifornimento. Il 7 fece rotta per Attu di scorta all'incrociatore ausiliario Asaka Maru e a un trasporto, assieme agli incrociatori Maya, Tama, Kiso, Abukuma e alcuni cacciatorpediniere: la missione di rifornimento si concluse con successo e il 13 tutte le navi rientrarono. Il 23 partì con cinque cacciatorpediniere e gli altri incrociatori eccettuato il Kiso per recare nuovi approvvigionamenti all'isola, ma il 26 marzo la squadra nipponica s'imbatté nel Task group 16.6 del contrammiraglio Charles McMorris, forte di quattro cacciatorpediniere e degli incrociatori USS Salt Lake City e USS Richmond. La battaglia delle isole Komandorski fu aperta dal Nachi, che poco alle 08:40 sparò la prima bordata; nel duello d'artiglieria l'incrociatore fu colpito quasi subito da una granata da 152 mm del Richmond, seguito da alcune altre prima delle 09:00. L'equipaggio cercò di lanciare i due idrovolanti a bordo (il terzo era rimasto a Ominato per riparazione): uno rimase danneggiato dall'onda d'urto delle salve da 203 mm, mentre l'altro, un Aichi E13A, riuscì ad alzarsi in volo ma senza risultare utile al viceammiraglio Hosogaya. Egli condusse un lungo combattimento inconcludente e poco dopo le 11:00 optò per la ritirata, senza aver portato a termine il rifornimento di Attu. Il 28 marzo, a Paramushiro, Hosogaya fu obbligato a dimettersi dalla marina e fu rimpiazzato dal viceammiraglio Shirō Kawase; il Nachi procedette il 31 marzo per Yokosuka, nei cui cantieri furono riparati i danni cagionati da un totale di cinque proietti. Nel corso degli estesi lavori gli affusti di mitragliatrici Type 93 furono sbarcati e furono aggiunti otto cannoni Type 96 da 25 mm, organizzati in quattro impianti binati; fu anche implementato un sistema radar Type 21 per la ricerca aerea e di superficie.
L'11 maggio il Nachi lasciò Yokosuka e arrivò il 15 a Paramushiro. Tra il 10 e il 15 luglio fu in mare con il Maya per fornire copertura a distanza all'evacuazione, peraltro riuscita senza interferenze, di Kiska, quindi rimase per il mese successivo a Paramushiro. Spostatosi a Ominato a metà agosto, salpò il 6 settembre e nella notte fu attaccato dal sommergibile USS Halibut, che lanciò quattro siluri: uno penetrò la cintura corazzata, ma non esplose. Il Nachi si ancorò il 9 a Paramushiro, dove il comandante Soji fu sostituito dal capitano di vascello Shirō Shibuya, quindi si spostò per il successivo mese e mezzo rimase nella rada. Il 1º novembre tornò a Ominato e il 20 novembre, accompagnato dal cacciatorpediniere Usugumo, fece rotta su Sasebo, raggiunta il 22 e nel cui cantiere rimase sino all'anno successivo: l'incrociatore fu revisionato e ricevette otto impianti singoli di cannoni contraerei Type 96, più un radar Type 22 da ricerca aerea/di superficie.

### 1944 e l'affondamento
Il 22 gennaio 1944 il Nachi lasciò Sasebo e si portò a Hashirajima; il 6 febbraio fece il pieno di combustibile a Tokuyama e, sempre affiancato dall'Usugumo, raggiunse il 9 Ominato: da questo porto operò per i mesi seguenti nelle acque settentrionali del Giappone e il 2 aprile fu affiancato dal gemello Ashigara nel compito di nave da guardia a Ominato stessa. Rimase in questa zona sino alla seconda metà di giugno. Il 19 del mese salpò con lo Ashigara e i cacciatorpediniere Akebono, Kasumi, Ushio, Shiranui per Yokosuka, dove fu sottoposto a revisione e pulizia della chiglia dal 21. Il 29 giugno fu rimesso in acqua e riprese il proprio ruolo di nave di guardia a Ominato (1º luglio), seguito dall'incrociatore gemello e dai cacciatorpediniere, eccettuato lo Shiranui. Il 31 luglio partì alla volta di Kure con lo Ashigara e due divisioni di cacciatorpediniere e rimase sino a metà ottobre nella rada, formando con lo Ashigara il nuovo organico della 21ª Divisione incrociatori; nelle pause tra le numerose esercitazioni cui prese parte, il Nachi cambiò comandante il 20 agosto, quando Shibuya fu rimpiazzato dal capitano di vascello Enpei Kanōka. Nell'autunno seguente fu inoltre oggetto di una serie di modifiche e potenziamenti: furono installati venti affusti singoli e due impianti binati di cannoni Type 96 da 25 mm, mentre la bancata di lanciasiluri di prua e due proiettori furono rimossi allo scopo di risparmiare peso. I sistemi di rilevamento furono incrementati da un radar Type 13 rivolto esclusivamente alla ricerca aerea. Il 14 ottobre la 5ª Flotta ora al comando del viceammiraglio Kiyohide Shima, che comprendeva anche lo Abukuma e sette cacciatorpediniere, lasciò Kure e si fermò il 16 all'isola di Amami Ōshima, quindi ne ripartì due giorni dopo e il 20 gettò le àncore a Mako, dopo un viaggio punteggiato da incontri con diversi sommergibili statunitensi che però non erano riusciti a portarsi in posizione di attacco. Durante questa navigazione, Shima ricevette nuovi ordini di supportare l'azione del viceammiraglio Shōji Nishimura attraverso lo stretto di Surigao, nel quadro della complessa operazione Shō-Gō 1.
Il 21 il Nachi e le altre unità del viceammiraglio Shima salparono con rotta su Coron, raggiunta senza problemi il 23. Il 24 lasciarono l'ancoraggio e navigarono a tutta forza per rimontare la formazione di Nishimura, che aveva alcune ore di vantaggio: essa, d'altronde, andò quasi completamente distrutta nella prima fase della battaglia dello Stretto di Surigao, nelle prime ore del 25 ottobre. Attorno alle 04:20 il viceammiraglio Shima imboccò lo stretto da sud e alle 04:27 fece lanciare dal Nachi e dallo Ashigara otto siluri ciascuno sulla scorta delle informazioni radar, ma i contatti rilevati si rivelarono inesistenti. Intanto l'incrociatore pesante Mogami, sopravvissuto della formazione di Nishimura e pesantemente danneggiato, stava muovendosi a 8 nodi su una rotta perpendicolare a quella della 21ª Divisione incrociatori. Le vedette nipponiche del Nachi si resero conto in ritardo che il Mogami non era un relitto immobile e, nonostante la brusca manovra ordinata da Shima e dal capitano Kanōka, l'incrociatore si schiantò alle 04:29 contro l'unità avariata con un angolo di circa 10°: il lato sinistro di prua del Nachi colpì all'altezza della torre numero uno da 203 mm del Mogami. L'impatto fu tale che la prua si piegò malamente, la torre anteriore di babordo con i cannoni da 127 mm fu sfasciata tra i due scafi e si aprì una crepa lunga 15 metri in corrispondenza della linea di galleggiamento, vicino agli argani. Shima si coordinò freneticamente con il comandante dell'altra nave attraverso i megafoni e il Nachi fece indietro tutta dal Mogami ora fermo; si ebbe un inizio di allagamento e la velocità cadde a 20 nodi, ma nell'arco di poco tempo la falla venne turata e la sala macchine ripristinata. La 5ª Flotta fu bersagliata dal cielo nel corso della mattinata e si disperse; il Nachi, seguito dallo Ashigara, riuscì a raggiungere Coron e vi fece rifornimento, quindi il 27 i due incrociatori salparono con la scorta della 7ª Divisione cacciatorpediniere. Mentre lo Ashigara fu dirottato a Palawan, il Nachi proseguì sino a Cavite e il 28 ottobre fu trainato in secca nel bacino di riparazione 103. I lavori di raddobbo furono però quasi subito bloccati il giorno dopo, quando si verificò una massiccia incursione dalle portaerei della Task force 38 del viceammiraglio William Halsey: i velivoli mitragliarono più volte la nave e una bomba esplose tra le catapulte a mezzanave, uccidendo in totale 53 membri dell'equipaggio.
Il 2 novembre le riparazioni d'emergenza furono terminate e il Nachi tornò in acqua, ricevendo ordine di prepararsi a una probabile sortita per proteggere a distanza il traffico navale da Luzon e altre isole minori a Leyte (operazione TA), sulla quale la guarnigione nipponica stava duramente contendendo il terreno alle divisioni statunitensi. Il 5 novembre la base di Cavite fu oggetto di quattro attacchi degli aerei imbarcati del viceammiraglio Halsey; dopo il ripiegamento della seconda ondata, l'incolume Nachi fu messo in moto dal capitano Kanōka (il viceammiraglio Shima era sceso a terra) e fece rotta verso il mare aperto, per non rimanere intrappolato nella rada. Si trovava al largo dell'isola di Corregidor quando, alle 12:50, fu preso di mira da uno stormo di circa sessanta tra bombardieri in picchiata e aerosiluranti: cinque bombe scoppiarono a bordo e due o tre siluri centrarono la murata di destra in corrispondenza delle sale caldaie. Il Nachi, devastato, si fermò immediatamente e il cacciatorpediniere Akebono accorse per tentare di rimorchiarlo al sicuro. Alle 14:45 ebbe però inizio il quarto attacco aereo statunitense e il Nachi fu un obiettivo privilegiato, venendo squarciato da cinque altri siluri che esplosero a dritta; la prua fu staccata di netto, la poppa fu disintegrata dallo scoppio dei magazzini di munizioni e i suoi resti affondarono quasi subito. Inoltre ben venti ordigni e 16 razzi centrarono lo scafo mozzo, che si capovolse e colò a picco alle 14:50, 12 miglia a nord-est di Corregidor (14°31′N 120°44′E). Si ebbero 807 morti tra l'equipaggio incluso il capitano Kanōka e 220 superstiti, che furono tratti in salvo dai cacciatorpediniere Ushio e Kasumi.
Il 20 gennaio 1945 il Nachi fu eliminato dai ruoli del naviglio in servizio attivo.